# ستيف بروكس
ستيف بروكس (بالإنجليزية: Steve Brooks)‏ هو فارس أمريكي، ولد في 12 أغسطس 1922 في كولبرتسون في الولايات المتحدة، وتوفي في 23 سبتمبر 1979.